# Gabriel Alw
Gabriel Alw (właśc. Carl Gabriel Carlsson; ur. 25 grudnia 1889 w Eskilstunie, zm. 9 listopada 1946 w Sztokholmie) – szwedzki aktor teatralny i filmowy.

## Życiorys
Carl Gabriel Carlsson urodził się 25 grudnia 1889 w Eskilstunie w rodzinie kapłańskiej. Miał podążać ścieżką teologiczną, jednak przedwcześnie opuścił dom i ostatecznie trafił do wędrownej trupy teatralnej. W 1915 dołączył do Hjalmara Selandera w Nya Teatern w Göteborgu, a w następnym roku do Lorensbergsteatern (w latach Pera Lindberga uchodzący za błyskotliwy rozdział w historii nowoczesnego teatru szwedzkiego), gdzie zadebiutował w Grze snów, sztuce fantasy autorstwa Augusta Strindberga z 1901. W 1921 prowadził teatr na świeżym powietrzu. Od 1925 występował w Teatrze Szwedzkim w Sztokholmie, a następnie w Królewskim Teatrze Dramatycznym (przeniósł się do niego po pożarze pierwszego z nich w 1925), gdzie w latach 1934–1935 pełnił funkcję dyrektora szkoły studenckiej.
W 1944, wraz z Emilem A. Lingheimem, wyreżyserował film Kärlekslivets offer, w którym zagrał główną rolę lekarza, który poświęca swoje życie w imię nauki. Stał się też gwiazdą w kilku filmach Georga af Klerckera. Wiele z jego kreacji charakteryzowało się surową i powściągliwą techniką, będącą jego znakiem rozpoznawczym. Często podkreślano jego intelektualną przejrzystość w interpretacjach ról oraz ostry i uszczypliwy dialog. Wyraźnym przykładem powściągliwego, ale precyzyjnego stylu gry Alwa jest interpretacja niewiernego męża w dramacie Unga hjärtan (1934, reż. Per-Axel Branner).
Prócz teatru i filmu, był jednym z najbardziej płodnych aktorów teatru radiowego, w którym zagrał ponad 250 ról. W 1937 jako pierwszy przedstawił wiersz w najstarszym obecnie programie radiowym Dagens dikt, emitowanym w Sveriges Radio. Przeczytał wiersz Det eviga Esaiasa Tegnéra.

## Wybrana filmografia
Opracowano na podstawie materiału źródłowego:

- 1915: Judaspengar
- 1925: Ingmarsarvet
- 1926: To the Orient
- 1935:  Noce Walpurgi
- 1940: Juninatten
- 1941: If I Could Marry the Minister
- 1943: There’s a Fire Burning
- 1943: I Killed
- 1946: Kristin Commands
- 1946: The Bells of the Old Town